# Lili (film)
Lili is een Amerikaanse muziekfilm uit 1953 onder regie van Charles Walters. Het scenario is gebaseerd op het korte verhaal The Man Who Hated People (1950) van de Amerikaanse auteur Paul Gallico.

## Verhaal
Het verhaal speelt in Frankrijk.
Het weesmeisje Lili komt in contact met een groep kermisartiesten. Ze wordt verliefd op de goochelaar Marc. De gevoelens zijn niet wederzijds en Marc is al getrouwd, maar Marc doet zijn best om werk te vinden voor Lili. Als dat niet lukt en Lili besluit zich van kant te maken, wordt er vanuit de poppenkast geroepen. Ze raakt in gesprek met de poppen. De poppenspeler ziet brood in een nieuwe show, waarin Lili met de poppen praat en liedjes zingt. De show wordt een groot succes. Lili beschouwt de poppen als haar vriendjes en vertrouwt al haar geheimen aan hen toe. Ze kan het minder goed vinden met Paul, de norse, kreupele poppenspeler. Lili realiseert zich niet dat de poppen niet echt zijn, en dat Paul erachter zit.

## Rolverdeling
| Acteur             | Personage        |
| ------------------ | ---------------- |
| Leslie Caron       | Lili Daurier     |
| Mel Ferrer         | Paul Berthalet   |
| Jean-Pierre Aumont | Marc             |
| Zsa Zsa Gábor      | Rosalie          |
| Kurt Kasznar       | Jacquot          |
| Amanda Blake       | Peach Lips       |
| Alex Gerry         | Winkeleigenaar   |
| Ralph Dumke        | Mijnheer Corvier |
| Wilton Graff       | Mijnheer Tonit   |
| George Baxter      | Mijnheer Enrique |

## Prijzen en nominaties
| Jaar | Prijs  | Categorie               | Genomineerde(n)                                          | Uitslag     |
| ---- | ------ | ----------------------- | -------------------------------------------------------- | ----------- |
| 1953 | Oscars | Beste regisseur         | Charles Walters                                          | Genomineerd |
| 1953 | Oscars | Beste actrice           | Leslie Caron                                             | Genomineerd |
| 1953 | Oscars | Beste bewerkte scenario | Helen Deutsch                                            | Genomineerd |
| 1953 | Oscars | Beste camerawerk        | Robert H. Planck                                         | Genomineerd |
| 1953 | Oscars | Beste productieontwerp  | Cedric Gibbons Paul Groesse Edwin B. Willis Arthur Krams | Genomineerd |
| 1953 | Oscars | Beste originele muziek  | Bronisław Kaper                                          | Gewonnen    |